# Hylaeus chrysaspis
Hylaeus chrysaspis är en biart som först beskrevs av Cockerell 1910.  Hylaeus chrysaspis ingår i släktet citronbin, och familjen korttungebin. Inga underarter finns listade i Catalogue of Life.

## Bildgalleri

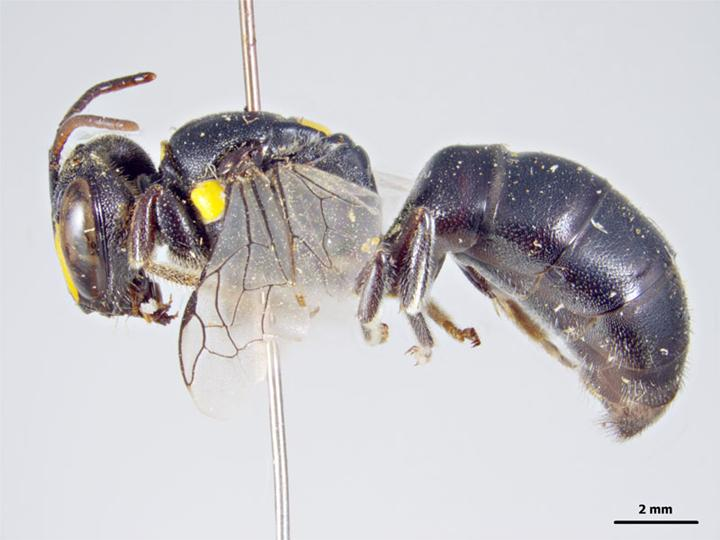
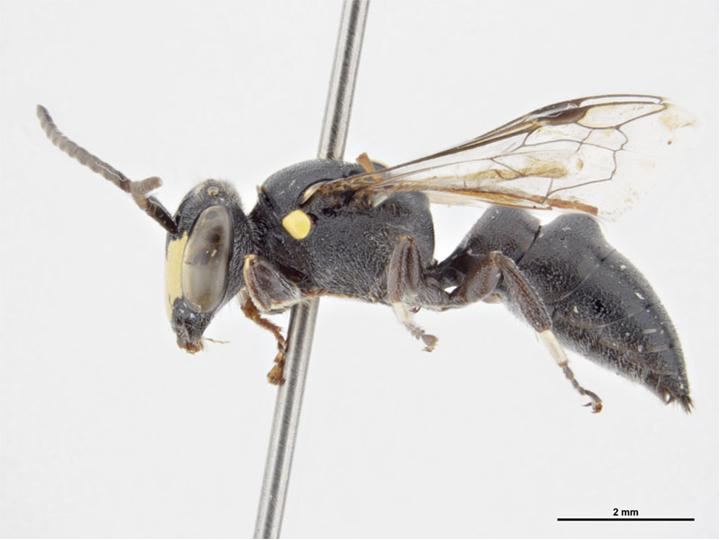